# Élections sénatoriales de 2014 dans la Seine-Maritime
Les élections sénatoriales de 2014 dans la Seine-Maritime ont lieu le dimanche 28 septembre 2014. Elles ont pour but d'élire les six sénateurs représentant le département au Sénat pour un mandat de six années.

## Contexte départemental
Le département de la Seine-Maritime fait partie des départements appartenant, avant la réforme de l'élection des sénateurs, à la série C dont les sénateurs ont été renouvelés pour la dernière fois en 2004. La moitié de cette série a été intégrée à la nouvelle série 1 renouvelée en 2011, l'autre moitié, dont la Seine-Maritime, rejoint la Série 2 renouvelable en 2014. Les sénateurs sortants ont donc effectué un mandat de 9 ans, prolongé d'un an par le décalage des élections municipales et sénatoriales de 2007. 
Lors des élections sénatoriales de 2004 dans la Seine-Maritime, six sénateurs ont été élus au scrutin proportionnel : deux UMP (Charles Revet et Patrice Gélard) et une UDF (Catherine Morin-Desailly) élus sur une liste commune, deux socialistes (Marc Massion et Sandrine Hurel) et un communiste (Thierry Foucaud). Sandrine Hurel, démissionne le 20 juin 2007 laissant son fauteuil à Alain Le Vern. Lui-même se retire de la vie politique le 30 septembre 2013 et permet l'entrée au Sénat de Marie-Françoise Gaouyer. Trois mois plus tard, Marc Massion quitte à son tour la haute assemblée et permet à Didier Marie de siéger à partir du 1er janvier 2014. 
Depuis 2004, le collège électoral, constitué des grands électeurs que sont les sénateurs sortants, les députés, les conseillers régionaux, les conseillers généraux et les délégués des conseils municipaux, a été entièrement renouvelé. 
Le corps électoral appelé à élire les nouveaux sénateurs résulte des élections législatives de 2012 qui ont vu le PS rafler 8 des 10 circonscriptions du département (l'UMP détenait précédemment 5 des 12 circonscriptions), les élections régionales de 2010 qui ont conforté la majorité de gauche au conseil régional de Haute-Normandie, les élections cantonales de 2008 et de 2011 à l'issue desquelles la gauche détient une majorité proche des deux tiers au sein de l'assemblée départementale, et surtout les élections municipales de 2014 qui ont conservé les majorités des principales villes du département (Le Havre et Bois-Guillaume-Bihorel à l'UMP, Rouen, Sotteville-lès-Rouen, le Grand-Quevilly et le Petit-Quevilly au PS, Dieppe et Saint-Étienne-du-Rouvray au PCF) mais ont vu un recul sensible de la gauche dans les communes moyennes: Mont-Saint-Aignan, Fécamp, Montivilliers, Lillebonne, Eu, Gournay-en-Bray basculant à droite. 

## Sénateurs sortants
| Sénateurs | Sénateurs                | Parti | Autre fonction                   |
| --------- | ------------------------ | ----- | -------------------------------- |
|           | Thierry Foucaud          | PCF   | Maire d'Oissel                   |
|           | Marie-Françoise Gaouyer  | PS    | Conseillère municipale d'Eu      |
|           | Didier Marie             | PS    |                                  |
|           | Catherine Morin-Desailly | UDI   | Conseillère régionale            |
|           | Charles Revet            | UMP   | Conseiller municipal de Turretot |
|           | Patrice Gélard           | UMP   |                                  |

## Collège électoral
En application des règles en vigueur pour les élections sénatoriales françaises, le collège électoral appelé à élire les sénateurs de la Seine-maritime en 2014 se compose de la manière suivante:
| Délégués des communes |                        |                       |                       |          |                     |
| | Conseillers municipaux | Délégués / commune    | Communes concernées   | Délégués | % collège électoral |
| Délégués des communes de moins de 9 000 habitants                                                                                     |                        |                       |                       |          |                     |
| - communes de < 100 habitants | 7                      | 1                     | 17                    | 17       | 0,04%               |
| - communes de < 500 habitants | 11                     | 1                     | 352                   | 352      | 11,14%              |
| - communes de < 1500 habitants | 15                     | 3                     | 272                   | 816      | 25,82%              |
| - communes de < 2 500 habitants | 19                     | 5                     | 32                    | 160      | 5,06%               |
| - communes de < 3 500 habitants | 23                     | 7                     | 19                    | 133      | 4,21%               |
| - communes de < 5 000 habitants | 27                     | 15                    | 8                     | 120      | 3,80%               |
| - communes de < 9 000 habitants | 29                     | 15                    | 18                    | 270      | 8,54%               |
| Délégués des communes de 9 000 à 29 999 habitants                                                                                     |                        |                       |                       |          |                     |
| - communes de < 10 000 habitants | 29                     | 29                    | 5                     | 145      | 4,59%               |
| - communes de < 20 000 habitants | 33                     | 33                    | 11                    | 363      | 11,49%              |
| - communes de < 30 000 habitants | 35                     | 35                    | 4                     | 140      | 4,43%               |
| Délégués des communes bénéficiant des dispositions particulières pour les communes fusionnées (communes de moins de 30 000 habitants) |                        |                       |                       |          |                     |
| Bois-Guillaume-Bihorel, Anneville-Ambourville, Sigy-en-Bray                                                                           |                        |                       | 3                     | 54       | 1,71%               |
| Délégués des communes de 30 000 habitants et plus                                                                                     |                        |                       |                       |          |                     |
| - Dieppe (31 148 hab.) | 39                     | 68                    | 1                     | 68       | 2,15%               |
| - Rouen (111 553 hab.) | 55                     | 156                   | 1                     | 156      | 4,94%               |
| - Le Havre (174 156 hab.) | 59                     | 242                   | 1                     | 242      | 7,66%               |
| Délégués des communes | Délégués des communes  | Délégués des communes | Délégués des communes | 3 036    | 96,08%              |
| Conseillers généraux | Conseillers généraux   | Conseillers généraux  | Conseillers généraux  | 69       | 2,18%               |
| Conseillers régionaux | Conseillers régionaux  | Conseillers régionaux | Conseillers régionaux | 39       | 1,23%               |
| Députés | Députés                | Députés               | Députés               | 10       | 0,32%               |
| Sénateurs | Sénateurs              | Sénateurs             | Sénateurs             | 6        | 0,19%               |
| Total | Total                  | Total                 | Total                 | 3160     | 100,00%             |

1. ↑  Dans les communes de moins de 9 000 le conseil municipal élit en son sein des délégués dont le nombre dépend de la taille de la commune.
2. ↑  Dans les communes de 9 000 à 29 999 habitants, tous les conseillers municipaux sont délégués. Il n'y a pas de délégués supplémentaires
3. ↑  « Dans le cas où le conseil municipal est constitué par application des articles L. 2113-6 et L. 2113-7 du code général des collectivités territoriales relatif aux fusions de communes dans leur rédaction antérieure à la loi n° 2010-1563 du 16 décembre 2010 de réforme des collectivités territoriales, le nombre de délégués est égal à celui auquel les anciennes communes auraient eu droit avant la fusion. » (Code électoral, article L284)
4. ↑  Dans les communes de plus de 30 000 habitants, tous les conseillers municipaux sont délégués et, en complément, le conseil municipal désigne des délégués supplémentaires à raison d'un par tranche de 800 habitants au-delà de 30 000 habitants
5. ↑   Dieppe, 31 148 habitants, bénéficie des dispositions pour les communes fusionnées et obtient 68 délégués: 33 pour Neuville-lès-Dieppe (10 031 habitants) et 35 pour Dieppe hors Neuville (21 117 habitants)
6. ↑  Le Havre, 174 156 habitants, bénéficie des dispositions pour les communes de plus de 30 000 habitants et de celles pour les communes fusionnées et obtient 242 délégués: 7 pour Rouelles (3 159 habitants) et 235 pour Le Havre hors Rouelles (170 987 habitants)

## Présentation des candidats
Les nouveaux représentants sont élus pour une législature de 6 ans au suffrage universel indirect par les grands électeurs du département. Dans la Seine-Maritime, les six sénateurs sont élus au scrutin proportionnel plurinominal. Chaque liste de candidats est obligatoirement paritaire et alterne entre les hommes et les femmes. 8 listes ont été déposées dans le département, comportant chacune 8 noms. Elles sont présentées ici dans l'ordre de leur dépôt à la préfecture et comportent l'intitulé figurant aux dossiers de candidature.

### Europe Écologie Les Verts
| N° | Candidats | Candidats           | Parti | Principales fonctions               |
| -- | --------- | ------------------- | ----- | ----------------------------------- |
| 01 |           | Véronique Bérégovoy | EELV  | Vice-présidente du conseil régional |
| 02 |           | Alexis Deck         | EELV  | Conseiller municipal du Havre       |
| 03 |           | Évelyne Detournay   | EELV  |                                     |
| 04 |           | Gilles Euzenat      | EELV  |                                     |
| 05 |           | Karen Lemarchand    | EELV  |                                     |
| 06 |           | Gérard Levillain    | EELV  | Adjoint au maire de Canteleu        |
| 07 |           | Martine Fauchard    | EELV  |                                     |
| 08 |           | Jean-Pierre Lancry  | EELV  |                                     |

### Front national
| N° | Candidats | Candidats                   | Parti | Principales fonctions         |
| -- | --------- | --------------------------- | ----- | ----------------------------- |
| 01 |           | Philippe Fouché-Saillenfest | FN    | Conseiller municipal du Havre |
| 02 |           | Elizabeth Lalanne De Haut   | FN    |                               |
| 03 |           | Jacques Gaillard            | FN    |                               |
| 04 |           | Geneviève Salvisberg        | FN    |                               |
| 05 |           | Jean-François Bollens       | FN    |                               |
| 06 |           | Françoise Duchaussoy        | FN    |                               |
| 07 |           | Romain Queruel              | FN    |                               |
| 08 |           | Isabelle Gilbert            | FN    |                               |

### MoDem
| N° | Candidats | Candidats              | Parti | Principales fonctions |
| -- | --------- | ---------------------- | ----- | --------------------- |
| 01 |           | Régine Marre           | MoDem |                       |
| 02 |           | Alain Ternisien        | MoDem |                       |
| 03 |           | Sophie Leblic-Bouville | MoDem |                       |
| 04 |           | Christophe Fromentin   | MoDem |                       |
| 05 |           | Émilie Pietrzyk        | MoDem |                       |
| 06 |           | Joël Clément           | MoDem |                       |
| 07 |           | Françoise Livet        | MoDem |                       |
| 08 |           | Arnaud Lecroq          | MoDem |                       |

### Parti socialiste
| N° | Candidats | Candidats                | Parti | Principales fonctions                                                                     |
| -- | --------- | ------------------------ | ----- | ----------------------------------------------------------------------------------------- |
| 01 |           | Didier Marie             | PS    | Sénateur sortant                                                                          |
| 02 |           | Nelly Tocqueville        | PS    | Maire de Saint-Pierre-de-Manneville                                                       |
| 03 |           | Jean-François Mayer      | PS    | Maire de Hattenville                                                                      |
| 04 |           | Joëlle Lavenu-Mauger     | PS    | Maire de Saint-Pierre-Lavis                                                               |
| 05 |           | Bastien Coriton          | PS    | Maire de Caudebec-en-Caux                                                                 |
| 06 |           | Valérie Gibert-Thieulent | PRG   | Conseillère régionale                                                                     |
| 07 |           | Jacky Hucher             | PS    | Président de la Communauté de communes de Saint-Saëns-Porte de Bray, maire de Saint-Saëns |
| 08 |           | Nathalie Dallier         | PS    | Conseillère municipale de Forges-les-Eaux                                                 |

### Divers droite
| N° | Candidats | Candidats                | Parti | Principales fonctions                                |
| -- | --------- | ------------------------ | ----- | ---------------------------------------------------- |
| 01 |           | Alfred Trassy-Paillogues | UMP   | Conseiller général, maire de Yerville, ancien député |
| 02 |           | Marie-Françoise Guguin   | UMP   | Adjointe au maire de Bois-Guillaume                  |
| 03 |           | Yoann Lavernhe           | UMP   | Conseiller municipal de Lillebonne                   |
| 04 |           | Annie Boutin             | UMP   | Maire de Freulleville                                |
| 05 |           | Alain Petit              | UMP   | Maire de Flamanville                                 |
| 06 |           | Annie Dumenil            | UMP   | Maire de Canouville                                  |
| 07 |           | Patrick Herr             | UMP   | Conseiller général, ancien député                    |
| 08 |           | Odile Dion               | UMP   | Maire de La Bellière                                 |

### Union de la droite et du centre
| N° | Candidats | Candidats                | Parti | Principales fonctions                     |
| -- | --------- | ------------------------ | ----- | ----------------------------------------- |
| 01 |           | Catherine Morin-Desailly | UDI   | Sénatrice sortante, conseillère régionale |
| 02 |           | Charles Revet            | UMP   | Sénateur sortant                          |
| 03 |           | Agnès Canayer            | UMP   | Adjointe au maire du Havre                |
| 04 |           | Pascal Martin            | UDI   | Conseiller général, maire de Montville    |
| 05 |           | Virginie Lucot-Avril     | UMP   | Conseillère générale, maire d'Aumale      |
| 06 |           | Patrick Chauvet          | UMP   | Conseiller général, maire de Buchy        |
| 07 |           | Virginie Carolo-Lutrot   | DVD   | Maire de Notre-Dame-de-Gravenchon         |
| 08 |           | Jean-François Bloc       | UDI   | Maire de Quiberville                      |

### Parti communiste
| N° | Candidats | Candidats           | Parti | Principales fonctions                                   |
| -- | --------- | ------------------- | ----- | ------------------------------------------------------- |
| 01 |           | Thierry Foucaud     | PCF   | Sénateur sortant                                        |
| 02 |           | Céline Brulin       | PCF   | Conseillère régionale, conseillère municipale de Bolbec |
| 03 |           | Sébastien Jumel     | PCF   | Conseiller général, maire de Dieppe                     |
| 04 |           | Isabelle Dujardin   | PCF   |                                                         |
| 05 |           | Jean-Pierre Garcia  | PCF   |                                                         |
| 06 |           | Christine Morel     | PCF   |                                                         |
| 07 |           | Eddie Facque        | PCF   |                                                         |
| 08 |           | Anne-Emilie Ravache | PCF   |                                                         |

### Debout la République
| N° | Candidats | Candidats                 | Parti | Principales fonctions |
| -- | --------- | ------------------------- | ----- | --------------------- |
| 01 |           | Brigitte Brière           | DLR   |                       |
| 02 |           | David Lambion             | DLR   |                       |
| 03 |           | Corinne Levillain         | DLR   |                       |
| 04 |           | Arnaud Cléré              | DLR   |                       |
| 05 |           | Isabelle Clement          | DLR   |                       |
| 06 |           | Patrick Bucourt           | DLR   | Maire de Heuqueville  |
| 07 |           | Blandine Coudurier-Dufour | DLR   |                       |
| 08 |           | Charly Noël               | DLR   |                       |

## Résultats
| Tête de liste | Tête de liste               | Liste       | Voix  | %      | Sièges |  |
| ------------- | --------------------------- | ----------- | ----- | ------ | ------ |  |
|               | Catherine Morin-Desailly    | UDI-UMP     | 1 117 | 36,49  | 3      |  |
|               | Didier Marie                | PS-PRG      | 803   | 26,23  | 2      |  |
|               | Thierry Foucaud             | PCF         | 456   | 14,90  | 1      |  |
|               | Alfred Trassy-Paillogues    | UMP         | 341   | 11,14  |        |  |
|               | Philippe Fouché-Saillenfest | FN          | 161   | 5,26   |        |  |
|               | Véronique Bérégovoy         | EELV        | 118   | 3,85   |        |  |
|               | Régine Marre                | MoDem       | 42    | 1,37   |        |  |
|               | Brigitte Brière             | DLR         | 23    | 0,75   |        |  |
|               |                             |             |       |        |        |  |
| Inscrits      | Inscrits                    | Inscrits    | 3 160 | 100,00 |        |  |
| Abstentions   | Abstentions                 | Abstentions | 47    | 1,49   |        |  |
| Votants       | Votants                     | Votants     | 3 113 | 98,51  |        |  |
| Blancs        | Blancs                      | Blancs      | 24    | 0,77   |        |  |
| Nuls          | Nuls                        | Nuls        | 28    | 0,90   |        |  |
| Exprimés      | Exprimés                    | Exprimés    | 3 061 | 98,33  |        |  |